# نیروهای مسلح سوئد
نیروهای مسلح سوئد (سوئدی: Försvarsmakten) مجموعه نیروهای مسلح سوئد است، که از ارتش سوئد، نیروی دریایی پادشاهی سوئد، نیروی هوایی سوئد و گارد خانگی تشکیل می‌شود.
نیروهای مسلح سوئد در سال‌های اخیر، به دلیل محیط امنیتی به سرعت در حال تحول در اروپا و تصمیم تاریخی آن برای پیوستن به ناتو در مارس ۲۰۲۴، دستخوش تحول قابل توجهی شده است. این تغییر منجر به افزایش قابل توجه هزینه‌های دفاعی، برنامه‌های بلندپروازانه برای گسترش پرسنل و تمرکز مجدد بر دفاع سرزمینی در کنار مشارکت مداوم بین‌المللی شده است.
نیروهای مسلح سوئد سابقه طولانی دارند که به قرن شانزدهم برمی‌گردد و نقش تأثیرگذاری در تاریخ سوئد ایفا کرده‌اند. آنها در قرن هفدهم، در زمان امپراتوری سوئد، به اوج خود رسیدند، زمانی که در جنگ‌های مختلفی شرکت کردند؛ از جمله این جنگ‌ها می‌توان به جنگ اسکانیا، جنگ شمالی ۱۶۵۵–۱۶۶۰ و جنگ بزرگ شمالی و موارد دیگر اشاره کرد. از قرن نوزدهم، آنها همچنین نقش مهمی در حفظ بی‌طرفی سوئد، به ویژه در طول جنگ سرد، ایفا کرده‌اند.
نیروهای مسلح سوئد شامل ۲۵۶۰۰ پرسنل فعال، ۹۷۰۰ افسر، ۵۷۰۰ سرباز وظیفه و ۱۰۲۰۰ کارمند غیرنظامی است. علاوه بر این، ۷۱۰۰ افسر ذخیره و ۴۷۰۰ سرباز وظیفه پاره‌وقت به همراه ۲۲۲۰۰ سرباز که در گارد داخلی فعالیت می‌کنند. از سال ۲۰۲۳، سالانه ۶۳۰۰ سرباز وظیفه تحت آموزش نظامی قرار می‌گیرند که قرار است تا سال ۲۰۲۵ به ۸۰۰۰ نفر افزایش یابد. در زمان جنگ، کل پرسنل ۸۸۰۰۰ نفر تخمین زده می‌شود، از جمله تمام پرسنل شاغل، نیروهای ذخیره و سربازان وظیفه.
یگان‌های نیروهای مسلح سوئد در حال حاضر در چندین عملیات بین‌المللی به صورت فعال یا به‌عنوان ناظر نظامی، از جمله افغانستان به عنوان بخشی از مأموریت پشتیبانی قاطع و در کوزوو (به عنوان بخشی از نیروی کوزوو) شرکت داشته‌اند. علاوه بر این، نیروهای مسلح سوئد تقریباً هر سه سال یک بار از طریق گروه رزمی نوردیک به‌عنوان کشور پیشرو در یک گروه رزمی اتحادیه اروپا مشارکت می‌کنند. پیش از سال ۲۰۲۴ سوئد روابط نزدیکی با ناتو و اعضای ناتو داشت و در رزمایش‌های آموزشی شرکت می‌کرد. در سال ۲۰۲۴ این کشور رسماً عضو ناتو شد. سوئد همچنین با نزدیکترین متحدان خود در کشورهای نوردیک همکاری قوی دارد و بخشی از همکاری دفاعی نوردیک، نیروی اعزامی مشترک و رزمایش‌های مشترک است.
سوئد از زمان جنگ سوئد و نروژ در سال ۱۸۱۴ در هیچ جنگ رسمی اعلام شده‌ای شرکت نکرده است، اگرچه نیروهای آن، تحت پرچم سازمان ملل، در درگیری‌هایی مانند بحران کنگو و مداخله نظامی در لیبی درگیر بوده‌اند.